# Heide (Boizenburg/Elbe)
Heide ist ein Ortsteil der Stadt Boizenburg/Elbe im Landkreis Ludwigslust-Parchim in Mecklenburg-Vorpommern.
Der Ort liegt nördlich des Hauptortes Boizenburg. Unweit östlich des Ortes fließt die Boize, ein rechter Nebenfluss der Sude, und verläuft die B 195. Die Kreisstraße K 1 verläuft nördlich.

## Baudenkmale
In der Liste der Baudenkmale in Boizenburg/Elbe sind für Heide zwei Baudenkmale aufgeführt:
- ein Hallenhaus (Heide 6) und
- die Trafostation an der Straße von Heide nach Boizenburg (An der Torfkoppel)